# Abisara echerius
Abisara echerius é uma pequena mas marcante borboleta, encontrada na Ásia, pertencente à família Riodinidae. É difícil distingui-la da Abisara bifasciata.

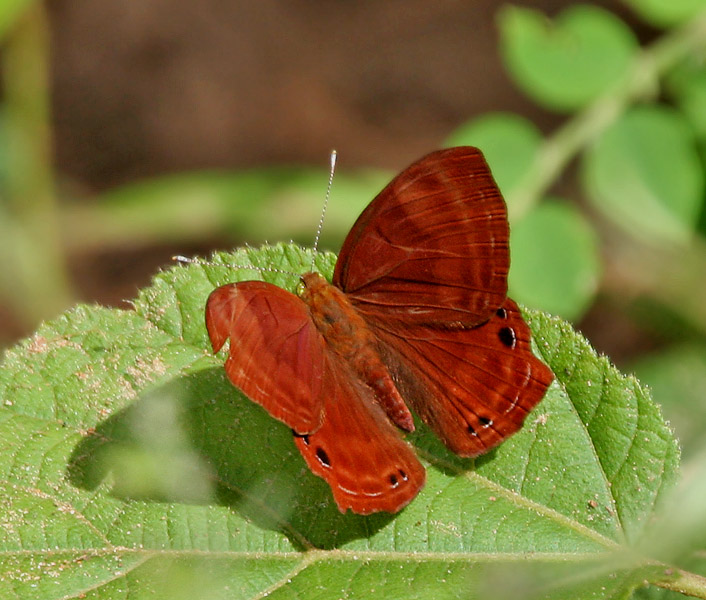
Borboleta em temporada húmida, do sexo feminino, na floresta de Talakona, no Distrito Chittoor Distrito de Andhra Pradesh, Índia

## Distribuição
Esta espécie vive nos Himalaias, de Chumba até Kumaon, Nepal e Butão; Ambala; Fyzabad; Malda; Calcutá; Gunjam; sul da Índia a partir de baixo de Pune e Mumbai; Sri Lanka; Myanmar (Tenasserim); China.